# آنتوان تولهوک
آنتوان تولهوک (هلندی: Antwan Tolhoek؛ زادهٔ ۲۹ آوریل ۱۹۹۴ ‏(۳۰ سال)) دوچرخه‌سوار اهل هلند است.
از باشگاه‌هایی که در آن رکاب زده‌است می‌توان به تیم دوچرخه‌سواری رابوبانک دولوپمنت، تیم تینکوف، تیم دوچرخه‌سواری رومپوت–ندرلانسه لوتری، و تیم لوتوان‌ال–یومبو اشاره کرد.